# Union des compositeurs soviétiques
L'Union des compositeurs soviétiques (en russe : Союз композиторов СССР, Soyouz kompozitorov SSSR) a été établie par Staline en 1932. Il s'agit d'un organe de l'appareil d'État chargé d'évaluer le travail des compositeurs de l'Union soviétique. Cette évaluation se base notamment sur des critères d'adéquation de l'œuvre avec les intérêts politiques en vigueur. L'évaluation se fait au vote, par les compositeurs eux-mêmes.
Ainsi, Alfred Schnittke, Dmitri Chostakovitch, par exemple, ont fait partie de l'Union des compositeurs, et ont parfois dû comparaître devant elle.

## Membres de l'Union
- Rodion Chtchedrine
- Dmitri Kabalevski
- Tikhon Khrennikov
- Alfred Schnittke
- Andreï Petrov
- Isaak Schwarz

## Compositeurs ayant comparu devant l'Union
- Vissarion Chebaline
- Dmitri Chostakovitch
- Nikolaï Miaskovski
- Sergueï Prokofiev
- Sergueï Rachmaninov (musique bannie en 1931 - avant création de l'Union - et réhabilitée en 1933)
- Alfred Schnittke

## Sources
- Encyclopædia Universalis
- Duodarius
- Altamusica
- Domaine public (propriété intellectuelle)